# الدوري الإنجليزي لكرة القدم 1958–59
الدوري الإنجليزي لكرة القدم 1958–59 هو موسم من دوري كرة القدم الإنجليزي. فاز فيه وولفرهامبتون واندررز.